# ОФК Лауш
ОФК Лауш је фудбалски клуб из Бање Луке, у Републици Српској.
Основан је 1953. године. Тренутно игра у Регионалној Лиги Републике Српске, група Запад. Сједиште клуба се налази у улици Карађорђева бр. 320, у насељу Лауш у Бањалуци. 

## Историја
ОФК Лауш је основан 27. септембра 1953. године као спортско друштво Рудар.

### Успјеси
Клуб је више пута играо у финалу Купа града Бања Лука, а једно време је био у Другој лиги Републике Српске.